# Agyra squamivaria
Agyra squamivaria är en fjärilsart som beskrevs av Walker 1858. Agyra squamivaria ingår i släktet Agyra och familjen nattflyn. Inga underarter finns listade i Catalogue of Life.